# Chilebläsand
Chilebläsand (Mareca sibilatrix) är en fågel i familjen änder inom ordningen andfåglar.

## Kännetecken

### Utseende
Chilebläsanden är en kompakt andfågel med en kroppslängd på 43–54 cm. Den är tyngre än både amerikansk bläsand och bläsand och har jämfört med dessa mindre skillnader mellan könen.
Hos hanen är ansiktet under ögonen vitt medan resten av huvudet är grön- eller purpurglänsande svart. På örontäckarna syns en vit fläck. Ryggen är svart med skarpt kontrasterande vita fjäderspetsar och övergumpen vit. Den har vidare ett svartvitbandat bröst, vit buk samt kastanjebruna flanker och undergump. Honan är generellt mattare färgad än hanen, med blekare flanker och avsaknad av glans på huvudet.

### Läten
Chilebläsanden är en mycket ljudlig fågel, där hanens tvåstaviga vissling hörs även nattetid.

## Utbredning och systematik
Chilebläsanden förekommer i södra Sydamerika samt på Falklandsöarna. De sydligast häckande fåglarna flyttar vintertid, så långt norrut som Uruguay och södra Brasilien. Tillfälligt har den påträffats i Antarktis, Sydgeorgien och Sydsandwichöarna. Den har även setts i en lång rad europeiska länder, däribland Sverige, och även häckat i Spanien. Alla dessa fynd tros dock härröra från fåglar förrymda ur fångenskap.

### Släktestillhörighet
Tidigare placerades chilebläsand i släktet Anas, men efter genetiska studier bryts sedan 2017 bläsänderna, snatterand och praktand ut i släktet Mareca av de internationellt ledande taxonomiska auktoriteterna. Svenska BirdLife Sveriges taxonomikommitté följde efter 2022.

## Levnadssätt
Chilebläsanden hittas i grunda sjöar, våtmarker, laguner och långsamt strömmande vattendrag. Födan är mestadels vegetabilisk, bestående av gräs, säv och andra vattenlevande växter och dess frön. Häckningen inleds i månadsskiftet augusti-september.

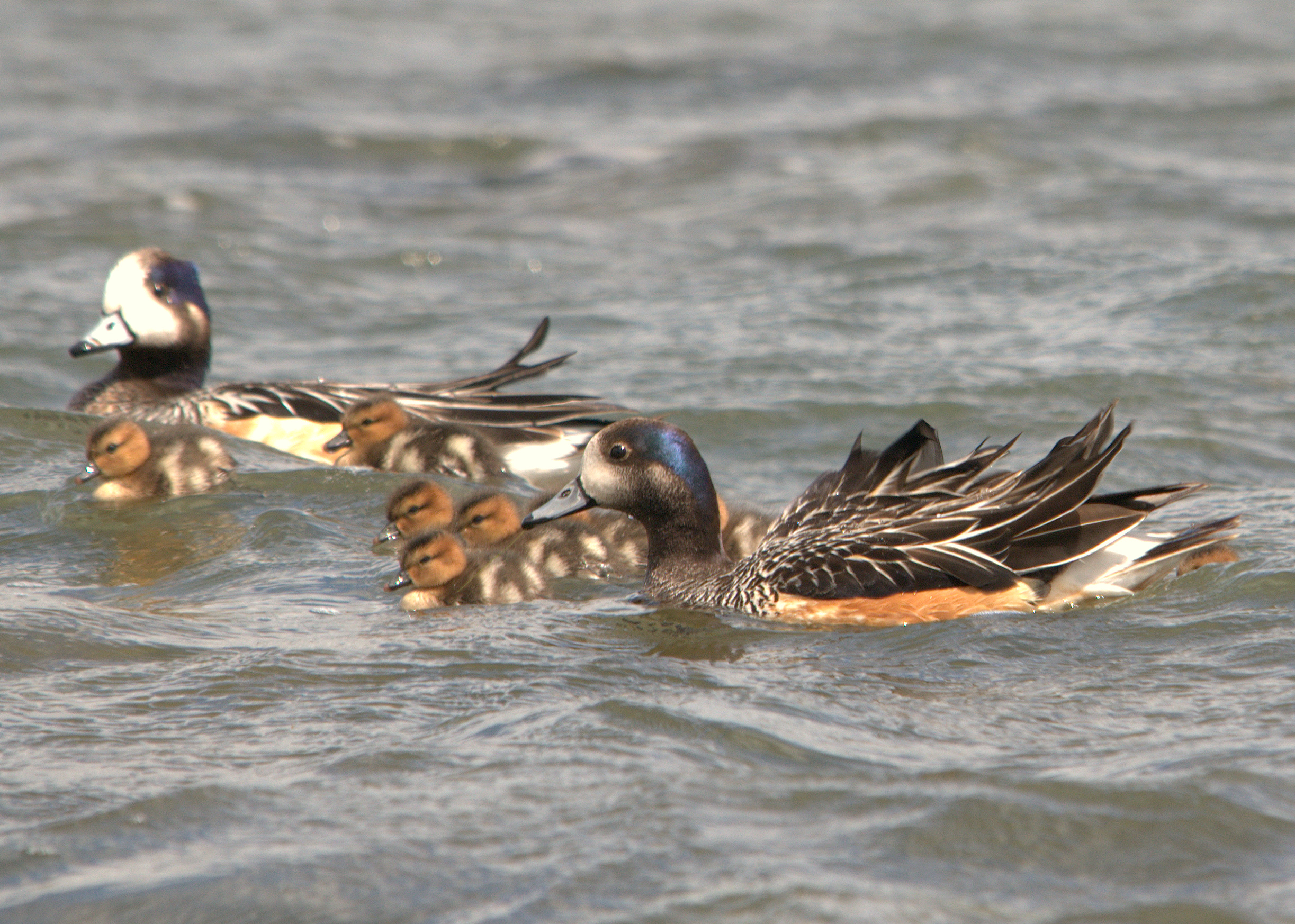
Ett chilebläsandspar med ungar.

## Status och hot
Arten har ett stort utbredningsområde och en stor population med stabil utveckling. Utifrån dessa kriterier kategoriserar IUCN arten som livskraftig (LC).